# Hypocrita joiceyi
Hypocrita joiceyi là một loài bướm đêm thuộc phân họ Arctiinae, họ Erebidae.